# Miconia griffisii
Miconia griffisii es una especie de fanerógama en la familia de Melastomataceae. Es endémica de Perú, en los Departamentos de Huánuco y de San Martín.

## Taxonomía
Miconia griffisii fue descrita por James Francis Macbride y publicado en Publications of the Field Museum of Natural History, Botanical Series 4(7): 188. 1929.
Etimología
Miconia: nombre genérico que fue otorgado en honor del botánico catalán Francisco Micó.
griffisii: epíteto